# الحركة النسائية المغربية
الحركة النسوية في المغرب أو الحركة النسائية في المغرب هي مجموعة من التيارات السياسية والأكاديمية والثقافية ذات الأهداف النسوية والتي تشتغل وترافع من أجل الدفاع عن حقوق المرأة والمساواة بين الجنسين في المملكة المغربية. ترجع جذور النسوية المغربية إلى أربعينات القرن العشرين.

## نساء مارسن السلطة عبر التاريخ
مند

## التأسيس

أمنة اللوه

كانت بداية النشأة في الثلاثينيات من القرن العشرين، في عهد الاستعمار الفرنسي والإسباني، لكن الانطلاقة الفعلية للحركة النسائية المغربية كحركة مستقلة، فقد بدأت في الثمانينيات. وكان هدف الحركة هو التأثير في بنية الأسرة المغربية والبنية الاجتماعية للمغرب، والدفاع والنهوض بحقوق النساء وكرامتهن، والمرافعة من أجل تحقيق المساواة بين الجنسين. ومن بين رائدات هاته المرحلة مليكة الفاسي التي كتبت مقالات ومسرحيات في مجلة «المغرب» وجريدة «العلم» تناولت فيها أوضاع المرأة المغربية حينذاك من زواج مبكر وانتشار الخرافات التي تعيق تحرر النساء. ومن أهم وجوه هاته المرحلة آمنة اللوه (1926 - 2015)، وهي أيضا أديبة وصحفية مغربية كتبت نص الملكة خناثة قرينة المولى إسماعيل الذي يعتبره الباحثون أول رواية نسائية مكتوبة بالعربية في المغرب العربي. كما أنها كانت عضوا في اللجنة الملكية لاصلاح التعليم.
كانت البداية مع جمعية أخوات الصفا سنة 1947 وهي جمعية كانت تابعة لحزب الشورى والاستقلال، غلب عليها الموروث الديني وأيضا ظرفية الاستعمار حيث كانت الأولوية النضالية هي استقلال المغرب. وطالبت هذه الجمعية بتعليم الفتيات؛ وفتح الأبواب للمشاركة السياسية للنساء، وتعديل قوانين الطلاق لتصبح أكثر إنصافًا للمرأة وإلغاء تعدد الزوجات.
- وفي الأربعينيات تأسس الفرع النسائي لحزب الاستقلال للمطالبة بتوفير التعليم الثانوي للفتيات، والمساهمة في العمل السياسي[5]

وقد شكلت فترة الثمانينات قفزة نوعية وكمية في عدد من الجمعيات عموما والجمعيات النسائية خصوصا. وجاء ذلك نتيجة ما خلفه برنامج التقويم الهيكلي من أثر وتراجع في المجتمع المغربي. " ويمكن اعتبار عقد التسعينات عقد انطلاق حركة نسائية ذات أبعاد مدنية واجتماعية واقتصادية وثقافية عميقة، حيث بدأت الجمعيات تتجه أكثر نحو الاستقلالية والتخصص والمهنية، بل يمكن القول إن جيلا جديدا من الجمعيات قد ظهر في هذه المرحلة لمواجهة التغيرات الاقتصادية والاجتماعية، وذلك من خلال السعي إلى مأسسة العمل الجماعي من حيث مفاهيمه وأدائه وتوجهاته، ليواكب التطور الذي تعرفه منهجية معالجة قضايا التنمية الاجتماعية. وقد عرفت الحركة بعد هذه المرحلة فتورا. غير أن العشرية الاولى من الالفية الثالثة عرفت تغييرا جدريا، حيث بدأ جيل جديد يتبلور، جيل متنوع في التيارات يدعو إلى خلق الدينامية ورفع الرهان سقف المطالب، جيل مابعد الدستور الجديد.

## أهم مكونات الحركة النسائية مباشرة بعد الاستقلال
تضم هذه الحركة، جمعيات نسائية، فعاليات سياسية، ونقابية وحقوقية وفعاليات إعلامية ومؤسسات علمية

### الاتحاد التقدمي للنساء المغربيات
تم إنشاؤه يوم 22 أبريل 1962 بالدار البيضاء بشارع الجيش الملكي لتأسيس الاتحاد التقدمي للنساء المغربيات الناشئ، من أجل تحقيق العدالة والديمقراطية والحرية والاعتراف بمكانة النساء وبتحسين ظروف عملهن وبالمساواة وبتشريع اجتماعي جديد وإلغاء كافة أشكال التمييز

### الاتحاد الوطني النسائي المغربي
أحدثت هذه المنظمة بمبادرة من الملك الحسن الثاني يوم سادس ماي سنة 1969، وهي مبادرة تشهد على الاهتمام الخاص، الذي كان يوليه لتطوير وضعية المرأة المغربية، والدفاع عن حقوقها، متبعا في ذلك نهج والده محمد الخامس، الذي دشن نهضة المرأة المغربية.

## أهم مكونات الحركة النسائية في الثمانينيات
تتميز الحركة النسائية المغربية بالتنوع فمنها ما يشتغل على موضوع النساء والاشكالات المتعلقة بها ومنها ما يربط بين المرأة والاسرة والطفولة وغيرها من القضايا المتعلقة بالمساواة والانصاف والحقوق. فنجد جمعيات وطنية وأخرى محلية وكذلك شبكات وتحالفات.

### الاتحاد الوطني لطلبة المغرب
أنشأت الحركة الطلابية هذا الإطارسنة (26/12/1956)، حيث عرف في السنوات الأولى سيطرة كاملة لحزب الاستقلال لكن وبعد الانشقاق الذي عرفه حزب الاستقلال وظهور الاتحاد الوطني للقوات الشعبية أ أصبح أوطم منظمة جماهيرية، تقدمية، ديمقراطية، مستقلة، واشتغلت في أوطم كثير من النساء اللواتي سيأسسن الجمعيات النسائية

### جريدة 8 مارس
أسسها مناضلات ومناضلون من منظمة العمل الديمقراطي الشعبي سنة 1983 وقاموا بإيصالها إلى جل البيوت المغربية بهدف تغيير العقليات. صدور أول عدد من جريدة «8 مارس»، بداية شهر نونبر 1983, وقد شكل ظهورها منعطفا حاسما في مسار الحركة النسائية وكانت تجربة صحفية متفردة ساهمت في تشكيل الوعي الحقوقي ببلادنا واستطاعت أن تستقطب أسماء من مختلف الحساسيات والتلوينات وهو ما لم تستطع أي حركة أخرى فعله. وشاركت الأسماء الأتية في طاقم التحرير عائشة لخماس ولطيفة اجبابدي وفاطمة الزهراء ازريول وفاطمة الزهراء طموح، وفاطمة المرنيسي وزهور العلوي وحكيمة ناجي والسعدية وضاح وخديجة شاكر وفاطمة مخداش وخديجة أميتي ونادية القباج وفاطمة المغناوي (المدبوح)، مينة حوجيب، وخديجة أبناو وسامية عباد الأندلسي وعائشة حجامي والباتول النجاجي وحورية شريف الحوات ونزهة العلوي ودامية بنخويا وفاطمة الزهراء صلاح، وزهرة وردي وعائشة خمليش وفوزية بنيوب ونورا لمحضر وعائشة الكرح وعفاف الجزولي ووحيد هيأة التحرير البشير النحل، والسعدية الشادلي
 

### الجمعية الديمقراطية لنساء المغرب
أول جمعية نســائية تأسست ســنة 1985  بالدار البيضاء، وهي منبثقة من التنظيم النسائي لحزب التقدم والاشتراكية. وشارك في التأسيس نزهة الصقلي وأمينة لمريني الوهابي وربيعة الناصري وحول ذلك تحكي مليكة الناصري: «كنا منذ عدة سنوات نسعى إلى تجاوز الإشراك السياسي الصرف وتوسيع الحركة لتشمل نساء مستقلات والتفكير في مسألة المرأة بالعلاقة مع القانون والممارسة الاقتصادية وتجربة البلدان الأخرى. لكن كان علينا أن نقنع الرفاق في الحزب بذلك وهذا ما سرنا إليه تدريجيا» طالبت برفع التمييز في الاستفادة من الأراضي الفلاحية في الجماعات السلالية وبالتوزيع العادل لحقوق الانتفاع بين الذكور والإناث. وأصدرت في 24 أكتوبر 2019 بيانا تطالب فيه إخراج المراسيم التطبيقية للقوانين المنظمة لأراضي الجماعات السلالية. حيث نظمت سنة 2019 ندوة وطنية حول مراجعة مدونة الأسرة، كمدخل أساسي لتمكين الاقتصادي الذي تزامن مع قانون المالية 20.20، الذي يضم في بنوده تجاوز الإختلالات الاجتماعية، حيث انطلق النقاش الاجتماعي الذي كان مدخله المادة 49، هي مادة متعلقة بتقاسم المكتسبات أثناءالزواج، وذلك من أجل محاربة الفقر والهشاشة وسط النساء.

### اتحاد العمل النسائي
يعتبرصدور جريدة 8 مارس حدثا تاريخيا ونقلة نوعية في النضال النسائي حيث توج جهود مجموعة من المناضلات سعين إلى إرساء دمقرطة المجتمع من خلال إطلاق مبادرة فكرية تهدف إلى إعادة النظر حول مسألة المرأة على أنها تشكل قضية مجتمعية، باعتبار أن تحرر المرأة ينطلق من تقاسمم المسؤوليات والكف عن استغلالها إن كان خارج البيت، في إطار العلاقات العملية، أو داخله من قبل الرجل في تكريس هيمنة فكره الذكوري. من هنا بدأ التفكير في الإجابة عن الكثير من الإشكالات من قبيل وضع حد بين مفهوم النسائية الذي اهتم بحقوق المرأة كمواطنة لها حقوق وواجبات، وبين مفهوم النسوية الذي يختصر مشكلة المرأة في الصراع ضد الرجل، فكانت منظمة العمل الديمقراطي حاضنة لمشروع آمنت به مناضلات من مختلف المناطق بالمغرب. وقد ازدادت شرارة هذا النضال قوة بالتفكير في تأسيس تنظيم موازي وهو اتحاد العمل النسائي في تاريخ 3 نونبر 1987 والذي قاد الحملة من أجل المليون توقيع لتغيير مدونة الأحوال الشخصية في سنة 1992

### الجمعية المغربية لحقوق النســاء
تأسست ســنة 1992 من طرف بعض النساء المنخرطات في الاتحاد الوطني لطلبة المغرب، كل المنخرطات نساء، ويمكن للرجال المتعاطفين أن يحصلوا على عضوية شرفية، كان أول عمل لها هو تنظيم نوادي لمحو الأمية بين النساء، في سنة 1995 دعمها محامي بالدار البيضا اسمه الطيب العدلوني ووضع رهن إشارتها مكتبه كمقر لها. وفي سنة 1998 حصلت الجمعية على دعم أوروبي من أجل إنجاز مشاريع لمحمو الأمية بين النساء. وأيضا من أجل تمكين النساء ضحايا العنف. ترأستها نعيمة بنواكريم ونجاة الرازي ودامية بنخوية وفاطمة الشاوتي وحبيبة الزاهي وسوميشة رياحة زمينة فوزري
ساهمت مع جمعيات نسائية أخرة في خلف مراكز الاستماع الخاصة بالنساء ضحايا العنف، واشتغلت الجمعية بشراكة مع وزارة العدل

### الرابطة الديمقراطية لحقوق النساء
تأسست سنة 1993 وهدفها النضال من أجل ترسيخ مبادئ المساواة والمواطنة للدفاع عن حقوق النساء داخل المجتمع، والتوعية المستمرة لمكافحة التمييز المبني على أساس الجنس. ولقد تغير اسمها إلى فيدرالية رابطة حقوق النساء بعد مؤتمرها الوطني

### فدرالية رابطة حقوق النساء
تم إنشاء فدرالية رابطة حقوق النساء سنة 1993، وهيحركة اجتماعية نسوية مغربية تجمع مختلف شرائح المجتمع والفئات النسائية حول قيم المساواة وحقوق الإنسان والعدالة الاجتماعية والتضامن والديمقراطية وتستهدف النساء ضحايا العنف من مختلف الفئات الاجتماعية.

## الشبكات والتحالفات
تحالف ربيع الكرامة. شبكة اناروز لمراكز الاستماع للنساء ضحايا العنف، شبكة صوت المناصفة،
شبكة مشعل، تحالف اصرار للتمكين والمساواة. وقد طالب بتغيير للقانون الجنائي يشمل إلغاء تجريم “العلاقات الرضائية” و”الخيانة الزوجية”

## الحركة النسائية بعد 20 فبراير 2011
ساهمت النساء الشابات في حراك 20 فبراير 2011 بقوة، وكان هذا مؤشرا على الحضور الفعلي للنساء رغم أن الحراك لم يطرح فكرة المساواة بين الجنسين، لكن يمكن اعتبار شعار الحراك «حرية كرامة عدالة اجتماعية» هو أيضا شعلر يدعو إلى المساواة ولو بشكل غير مباشر.

## أهم المنجزات

### ربيع المساواة
تتكون مجموعة ربيع المساواة من اتحاد عدة جمعيات نسائية مغربية، وتأسست هذه المجموعة في أبريل 2001 كإطار تنسيقي لجمعيات نسائية تهدف تحقيق وتفعيل المساواة، وأيضا لتتبع عمل اللجنة الاستشارية المكلفة بمراجعة مدونة الأحوال الشخصية.

### حملة المليون توقيع
أطلقتها مجموعة من الجمعيات النسائية المغربية بمبادرة من جمعية اتحاد العمل النسائي في نهاية دجنبر 1991 في الرباط، وهي عريضة للمطالبة بتغير مدونة الأحوال الشخصية، وكانت هذه الحملة تدشينا لانتقال عمل الحركة النسائية من مرحلة البناء التنظيمي والتأسيس الفكري والإيديولوجي للمسألة النسائية إلى مرحلة النضال المطلبي والترافع من أجل تعزيز حقوق النساء وفق ما هو متعارف عليه دوليا في منظومة حقوق الإنسان. حيث واجهت هذه الحملة موجة رفض من طرف بعض فصائل الإسلام السياسي المغربي، لدرجة تكفير بعض وجوهها، وإصدار فتاوى في حقّهن ومطالبة الدّولة بالتّدخّل لإيقاف الحملة، وتم الضغط بمختلف الأشكال على اتحاد العمل النسائي من أجل إيقاف الحملة، حيث قام حزب العدالة والتّنمية الإسلامي بتعبئة كل طاقاته للتعبير عن رفضه لمقترح الإصلاح وجنّد كل فروعه للانخراط في حملة واسعة ضد التعبئة التي نظمتها الحركة النسائية. استمر التدافع بين الاتجاهين لقرابة ستة أشهر، وانتهى السجال بتنظيم مسيرتين شهيرتين (12 آذار/ مارس 2000)، واحدة بالرباط من طرف الحركة النسائية وحلفائها، والثانية بالدار البيضاء من طرف «الهيئة الوطنية لحماية الأسرة المغربية» التي ضمت أساساً أعضاء العدالة والتنمية، والتحقت بالمسيرة جماعة العدل والإحسان الإسلامية وعدد من أحزاب اليمين. مباشرة بعد ذلك، قامت الحكومة بتشكيل لجنة للنظر في الموضوع، وهي اللجنة التي لم يكتب لها أن تجتمع ولو مرة واحدة. لكن القضية ستأخذ منحى جديد بعد أن استقبل الملك عدداً من وجوه الحركة النسائية بعد عام من ذلك، في آذار/ مارس 2001. تشكلت فيما بعد لجنة ملكية استشارية احتاجت لأكثر من سنة من الاشتغال ليحسم الأمر، ويتم الإعلان من طرف الملك في تشرين الأول/ أكتوبر 2003 عن مدونة جديدة سميت «مدونة الأسرة»، جاءت عموماً مستجيبة لمبدأ المساواة الذي طالبت به الحركة النسائية.

### الخطـة الوطنية لإدماج الـمرأة في التنمية 1999

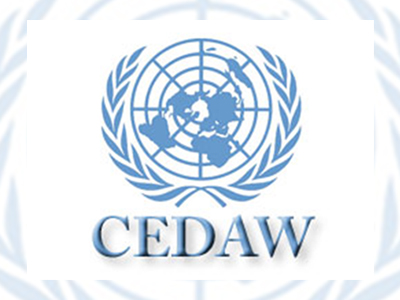
شعار اتفاقية القضاء على جميع أشكال التمييز ضد المرأة

هي إستراتيجية وطنية طرحت كمشروع ضمن المشاريع التي تقدمت بها حكومة التناوب برئاسة عبد الرحمن اليوسفي، 1999، وقد سهر على إعدادها الوزير المكلف بالنهوض بأوضاع المرأة، سعيد السعدي، بمشاركة فعاليات نسائية متشبعة بالحداثة واعتماد المواثيق الدولية التي تناهض جميع أشكال التمييز ضد النساء cedaw، وقد تضافرت عدة عناصر لبلورة هذه الخطة منها: نضال الحركات النسائية وتكتلها، وتطور المجتمع المدني وفعالية النساء فيه، وتجذر الوعي النسائي الذي تعزز بإحداث وحدات بحث في الجامعات المغربية حول وضعية النساء، وللإشارة فإن وثيقة هذه الخطة حسب ما يدلي به الباحث الأكاديمي والمؤرخ إبراهيم القادري بوتشيش غير متاحة حاليا للباحثين، إذ لم توثق في المكتبات ومراكز البحث المعروفة بالرغم من أهميتها التاريخية التي تجعل منها فاصلا بين عهد كانت فيه مناقشة الأحوال الشخصية غير متداولة في البرلمان والمنابر الإعلامية حيث كانت من اختصاص أمير المؤمنين، إلى عهد آخر أصبح فيه التدافع والجدال بين الحركات الإسلامية المعتمدة على المرجعية الدينية وبين الحركات النسائية التي ترتكز على المواثيق الدولية. وما يميز خطاب الخطة كونها تنادي بإصلاحات بنود مدونة الأحوال الشخصية وصيانة حقوق النساء لتتوسع في مطالبها وتتعمق بربط الخطة بإدماج المرأة في التنمية مستفيدة من المؤتمر الدولي للسكان والتنمية الذي جاء فيه في الإجراء 3-18: ينبغي إزالة أوجه الجور والحواجز القائمة التي تقف أمام المرأة في مكان العمل، كما ينبغي تشجيع وتقرير مشاركة المرأة في رسم وتنفيذ السياسات وفرض وصوبها إلى الموارد الإنتاجية وملكية الأراضي وحقها في وراثة الممتلكات. وينبغي أن تقوم الحكومات والمنظمات غير الحكومية والقطاع الخاص بالاستثمار في تعليم النساء والفتيات وتنمية مهاراتهن والحقوق القانونية والاقتصادية للمرأة وفي جميع جوانب الصحة الإنجابية، بما في ذلك تنظيم الأسرة والصحة الجنسية، وتعزيز ذلك ورصده وتقييمه من أجل تمكينهن من الإسهام بفعالية في النمو الاقتصادي والتنمية المستدامة والإفادة منهما.
وقد لقيت هذه الخطة معارضة شديدة من وزير الأوقاف والشؤون الإسلامية، عبد الكبير العلوي المدغري، ومن رابطة علماء المغرب، حيث أصدرت بيانا بتاريخ 27 مايو 1999، وعارضها أيضا خريجو دار الحديث الحسنية في بيان لهم بتاريخ 20 يونيو 1999، والهيئة الوطنية لعدول المغرب ببيان لهم أيضا بتاريخ 22 يوليو. وأمام حجم هذه المعارضة تكتلت جهود وأطراف الحركات النسائية في هيئة وطنية لحماية الأسرة المغربية

### مدونــة الأســرة 2004
تعتبر مدونة الأسرة الصادرة سنة 2004 بمثابة نقلة نوعية في مجال تدبير الأحوال الشخصية بالمغرب، حيث تتطرق إلى مسالة تنظيم الزواج والطلاق، والإرث وغيرها من المسائل التي ترتبط بالأسرة، وقد تمت المصادقة على هذه المدونة بعد نقاش عميق شاركت فيه معظم التيارات السياسية والحقوقية المغربية نجم عنه حالة من الاحتقان الشديد بين التيارات الإسلامية والعلمانية انتهت بتدخل صاحب الجلالة الملك محمد السادس، وتبني مدونة الأسرة في صيغتها النهائية التي استندت على عدة مبادئ من بينها  المساواة بين الزوجين في الحقوق والواجبات، والتضييق على زواج القاصرات، ووضع الأسرة تحت رعاية ومسؤولية الزوجين، ورفع الوصاية عن جميع النساء الراشدات، ووضع الطلاق تحت مراقبة القضاء، بالإضافة الى إقرار مبدإ اقتسام الأموال المكتسبة أثناء قيام ميثاق الزوجية.مدونة الأسرة المغربية#/languages إلا أنها تبقى تعاني من نقائص في نصوصها القانونية بالنظر إلى ما نص عليه دستور المملكة المحدث في العام 2011، وأيضا بالنظر إلى حاجة المجتمع المغربي إلى التفاعل مع التطور الذي يشهده في الوقت المعاصر، وما تفرضه مستجدات الحياة وفق المنظومة الحقوقية والقانونية الدولية التي تفرض المواكبة وتحيين القوانين المنظمة للحياة العامة للناس.
وأعلنت عائشة لخماس، ممثلة اتحاد العمل النسائي، بأنه "وقع انقلاب على المدونة عند تطبيقها، كما يقع الانقلاب على الثورات، وانقلب حتى على بنودها المتطورة؛ فتعطلت نهائيا مساطر الحد من تعدد الزوجات، وصار تزويج الطفلات يتم حتى دون استشارة الطفلة، وارتفعت نسبة المتزوجات من هذه الفئة ونسبة طلاقهن ونسبة الوفاة عند الأمومة، مما جعل النيابة العامة تستيقظ وتجري دراسة”. كما قالت فاطمة الزهراء الشاوي، عن الجمعية المغربية لمناهضة العنف ضد النساء، قالت إن “الصراع بين الحداثيين والمحافظين قد أعطانا مدونة متناقضة..."
كما اعتبرت “نبيلة منيب”، الأستاذة الجامعية والأمينة العامة للحزب الاشتراكي الموحد أن النقاش حول تحيين مدونة الأسرة والمطالبة بالتغيير ليس ترفا، سواء تعلق بتغيير قانون الأسرة أوالقانون الجنائي المتعلق بقضايا الأسرة.

### الدراســة والبحث العلمي في قضايا النساء
نظمت عدة جامعات مغربية مختبرات البحث في مجال المساواة، كمثل وحدة الدراسات النسائية وقضايا النوع الاجتماعي بكلية الأداب بفاس بشعبة السوسيولوجية، ومختبر النوع الاجتماعي والتعليم والأدب والإعلام بكلية عين الشق بالدار البيضاء، والذي قام بتنظيم مؤتمرات دولية حول النوع الاجتماعي ودور المرأة
كما تم إبرام شراكات بين وزارة التضامن والتنمية الاجتماعية والمساواة والأسرة ووزارة التربية الوطنية والتكوين المهني والتعليم العالي والبحث العلمي، وكذا الوزارة المنتدبة المكلفة بالتعليم العالي والبحث العلمي؛ من احل النهوض بالحث العلمي في مجال محاربة العنف ضد النساء

### المنجزات على مستوى تغيير القوانين
- تنصيص الدستور على آليات وتدابير تضمن تفعيل حقوق النساء (الفصل التاسع عشر)
- ضمان سمو االتفاقيات الدولية على القانون الوطني،
- حظر التمييز على أساس الجنس،
- الإقرار بالمساواة بين الرجل والمرأة في جميع الحقوق،
- إلزام السلطات العامة بالعمل لتحقيق المناصفة بين الرجل والمرأة في جميع المجالات.

## أهم الوجوه في الحركة النسائية المغربية
- مليكة الفاسي، مواليد 19 يونيو سنة 1919، فاس. ناضلت في صفوف الحركة الوطنية.

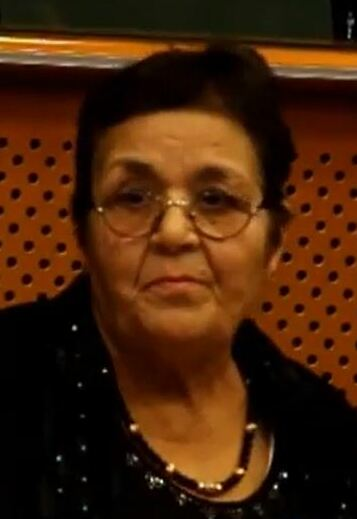
عائشة الشنا

ثريا السقاط

- آمنة اللوه، مواليد 1926 بتغزوت (الحسيمة) قبيلة بقيوةعائشة الشنا ثريا السقاط ثريا السقاط، مواليد 10 أكتوبر 1935 فاس، توفين سنة 1992
- زهور العلوي المدغري، مواليد 1940

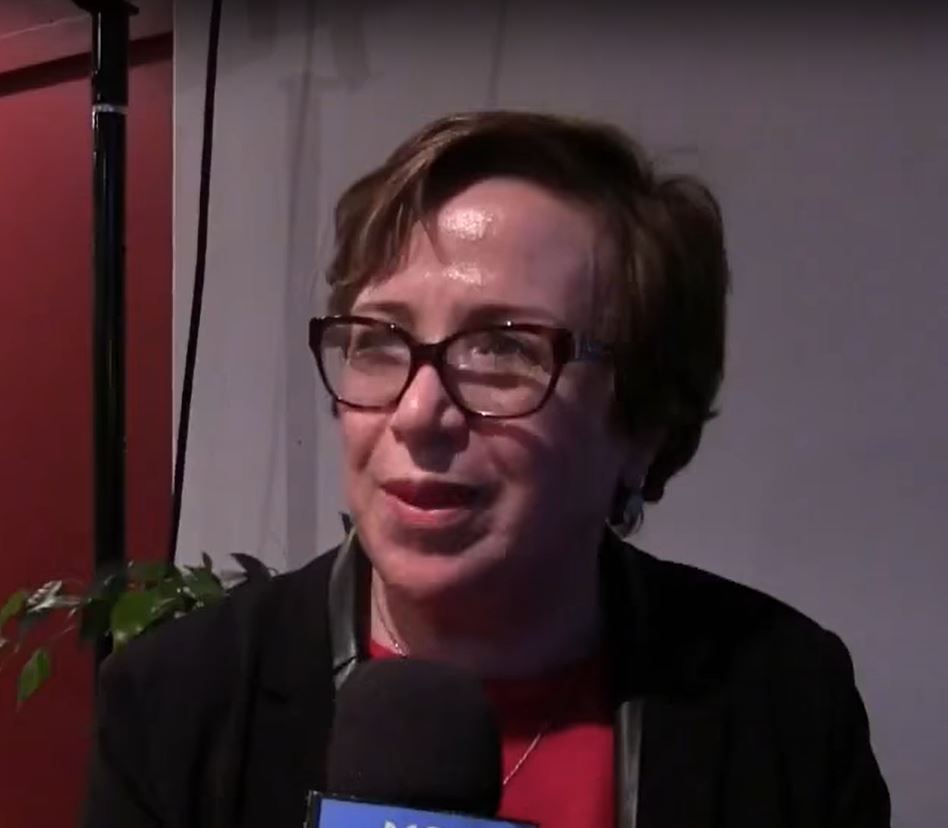
نزهة الصقلي

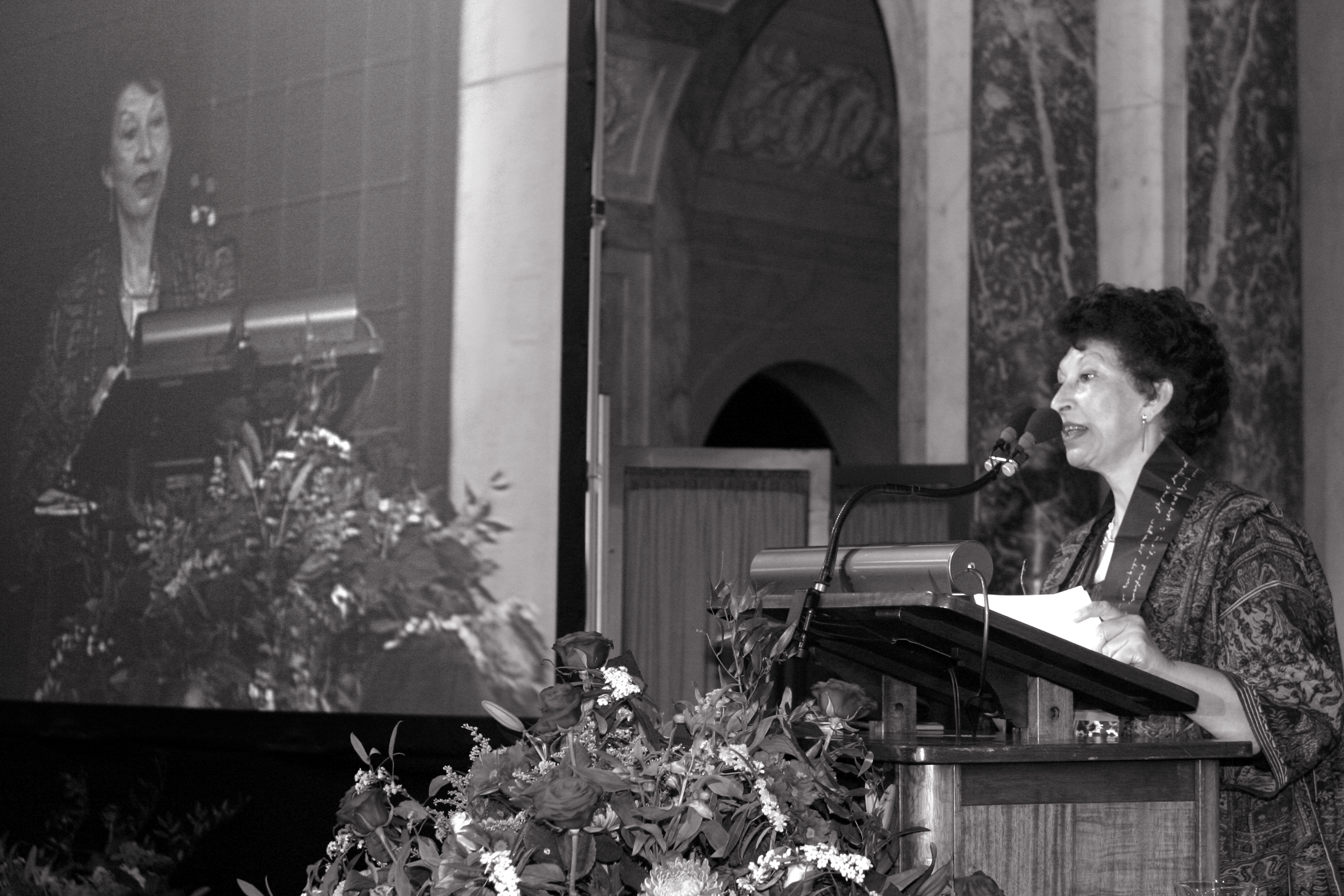
فاطمة مرنيسي، مواليد 1940، فاس - 30 نوفمبر 2015 نزهة الصقلي نزهة الصقلي، مواليد 25 مايو 1950 الجديدة
- أمينة المريني الوهابي، مواليد 14 سبتمبر 1952، الناظور، أسست بمعية مجموعة من رفيقاتها، «الجمعية الديمقراطية لنساء المغرب» في حزيران / يونيو 1985
- ربيعة الناصري، مواليد الدار البيضاء في (10 فبراير 1954) ناشطة حقوقية مدافعة غن قضايا المساواة بين الجنسين، عضو مؤسس في الجمعية الديمقراطية لنساء المغرب ورئيسة سابقة وواحدة من مؤسسي الجمعية المغربية لحقوق الإنسان (OMDH)[25]
- رحمة بورقية من مواليد 1949، أول امرأة تعمل كرئيسة جامعة بالمغرب، وكانت عضوا في اللجنة الملكية لإصلاح مدونة الأسرة.
- سارة سوجار ولدت بمدينة الدار البيضاء بتاريخ 2 يونيو 1988 ساهمت في حركة 20 فبراير 2011، أسست سارة مع عدد من رفيقاتها، إطاراً جديداً اسمه «نساء شابات من أجل الديمقراطية»[3]
- لطيفة البوحسيني (1963)
- لطيفة جبابدي
- نعيمة بنواكريم
- فاطمة الزهراء أزريول
- أسماء المرابط، من مواليد، 1963
- فوزية عسولي
- فاطمة الزهراء طموح، رائدة الدراسات الإفريقية بالمغرب، من أهم إسهاماتها العلمية: المغرب وإفريقيا الغربية خلال القرن XIX ميلادي.[26]
- حكيمة ناجي، باحثة في الفلسفة، وناشطة مهتمة بالكتابة في القضايا النسوية المغربية والعربية عموما. من كتاباتها: ابن رشد، محاولة قراءة تحليلية.. من زاوية العلاقات الاجتماعية بين النساء والرجال.[27]
- نجاة الرازي، من مؤسسات الجمعية المغربية للدفاع عن حقوق النساء
- خديجة الرياضي
- فريدة بليزيد: سيناريست ومخرجة وناشطة نسوية مسلمة.[28]
- سمية نعمان جسوس
- عدنان الجزولي
- سعيد السعدي
- عائشة لخماس
- أسماء بنعدادة
- السعدية وضاح
- خديجة شاكر
- فاطمة مخداش
- خديجة أميتي
- نادية القباج
- فاطمة المغناوي (المدبوح)
- مينة حوجيب،
- خديجة أبناو
- سامية عباد الأندلسي
- عائشة حجامي
- الباتول النجاجي
- حورية شريف الحوات
- نزهة العلوي
- دامية بنخويا
- فاطمة الزهراء صلاح
- زهرة وردي
- عائشة خمليش
- فوزية بنيوب
- نورا لمحضر
- عائشة الكرح
- عفاف الجزولي
- البشير النحل
- السعدية الشادلي
- سميرة موحيا: رئيسة فيدرالية رابطة حقوق النساء بالمغرب. وتعد من أبرز المطالبات بإجراء تعديلات على مدونة الأسرة تصب في صالح المرأة المغربية.[29]
- عائشة الشنا
- ليلى رحيوي
- فاطمة المرنيسي   - فاطمة المرنيسي